# Инсулином
Инсулином је најчешћи тумор ендокриних острваца панкреаса, који изазива рецидивирајућу хипогликемију (снижен ниво шећера у крви). Ови тумори су најчешће солитарни и имају бенигну природу, а могу се наћи у било ком делу панкреаса. Ипак, око 10% инсулинома има малигне карактеристике.

## Клиничка слика
Симптоми се обично јављају неколико година уочи презентације болести. Најчешће је то поспаност приликом јутарњег буђења или неки од низа других симптома због којих се болесник може јавити неурологу или психијатру: диплопије (удвојено виђење), знојење, лупање срца, слабост, конфузија, абнормално понашање, главобоље, губитак свести, кома и сл.
Класична клиничка слика инсулинома обухвата тзв. Виплеову тријаду: хиперинсулинемијске кризе глади, хипогликемија испод 50 mg/dl и смиривање симптома и знакова након интравенске примене глукозе. Тегобе се карактеристично јављају пре оброка и бивају ублажене после уношења хране или слатких напитака.

## Дијагноза
Кључни доказ за постојање инсулинома је појава хипогликемоје наташте (мање од 2,5 mmol/l) у присуству нормалних или повишених концентрација инсулина у најмање три појединачна узорка. Хипогликемија се доказује мерењем гликемије и инсулина наташте и спровођењем теста гладовања у трајању од 72 сата. Локализовање тумора се врши ултразвуком панкреаса, компјутеризованом томографијом или артериографијом панкреасних артерија.

## Лечење
Најефикаснија терапија је хируршко уклањање тумора, и у случају бенигних тумора операција најчешће резултује потпуним излечењем. Када изостане потпуно излечење индикована је примена медикаментозне терапије чије је циљ супресија лучења инсулина. Примена диазоксида је корисна и код болесника код којих се тумор не може локализовати, као и код старијих болесника са благим симптомима. Добри резултати се постижу применом аналога соматостатина. У случајевима метастатских промена користи се комбинована цитостатска терапија, сачињена од стрептозотоцина и доксорубицина.